# Червена Вода (Усти на Орлици)
Червена Вода (чеш. Červená Voda) је насељено мјесто са административним статусом сеоске општине (чеш. obec) у округу Усти на Орлици, у Пардубичком крају, Чешка Република.

## Становништво
Према подацима о броју становника из 2014. године насеље је имало 3.088 становника.